# Savosa
Savosa é uma comuna da Suíça, no Cantão Tessino, com cerca de 2.042 habitantes. Estende-se por uma área de 0,7 km², de densidade populacional de 2.917 hab/km². Confina com as seguintes comunas: Lugano, Massagno, Porza, Vezia.
A língua oficial nesta comuna é o Italiano.